# Trincetto

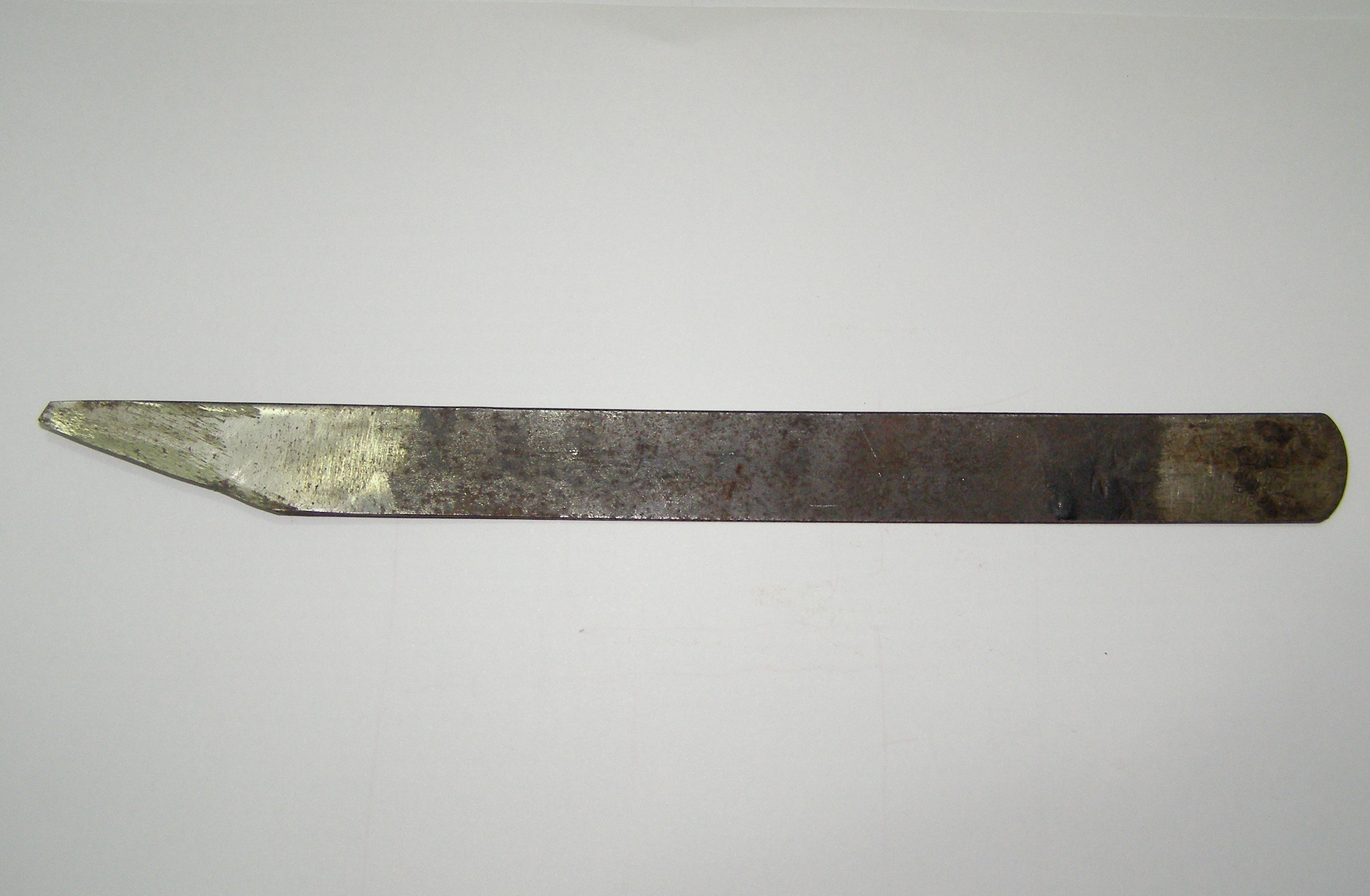
Trincetto

Il trincetto è un utensile costituito da una lama in ferro molto affilata e leggermente curva con il tagliente obliquo. È usato principalmente dal calzolaio per tagliare le pelli, le suole e per la fase di rifinitura.